# Dioscorea elephantipes
Dioscorea elephantipes är en enhjärtbladig växtart som först beskrevs av Charles Louis L'Héritier de Brutelle och fick sitt nu gällande namn av Adolf Engler. Dioscorea elephantipes ingår i släktet Dioscorea och familjen Dioscoreaceae. Inga underarter finns listade i Catalogue of Life.

## Bildgalleri

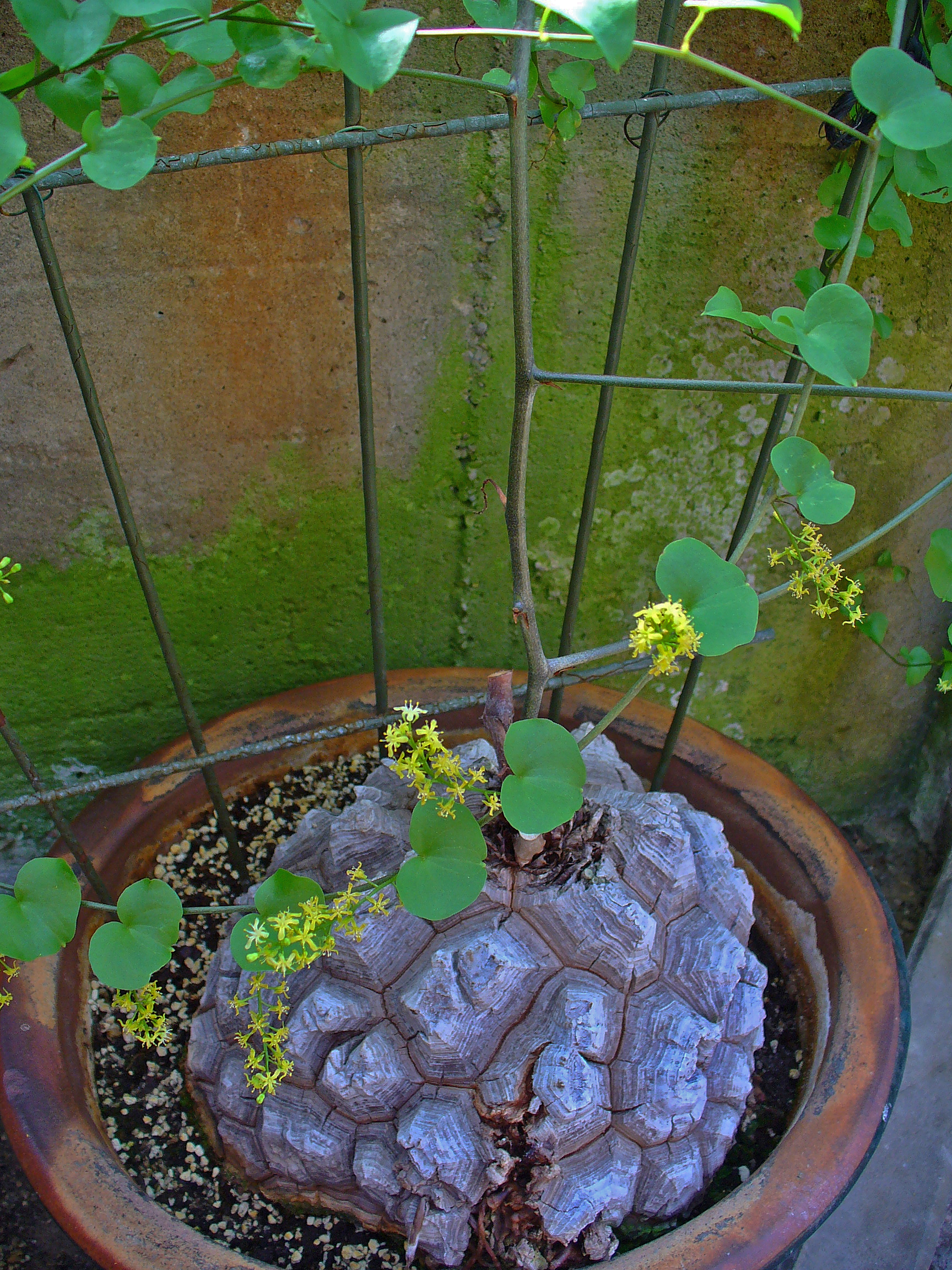
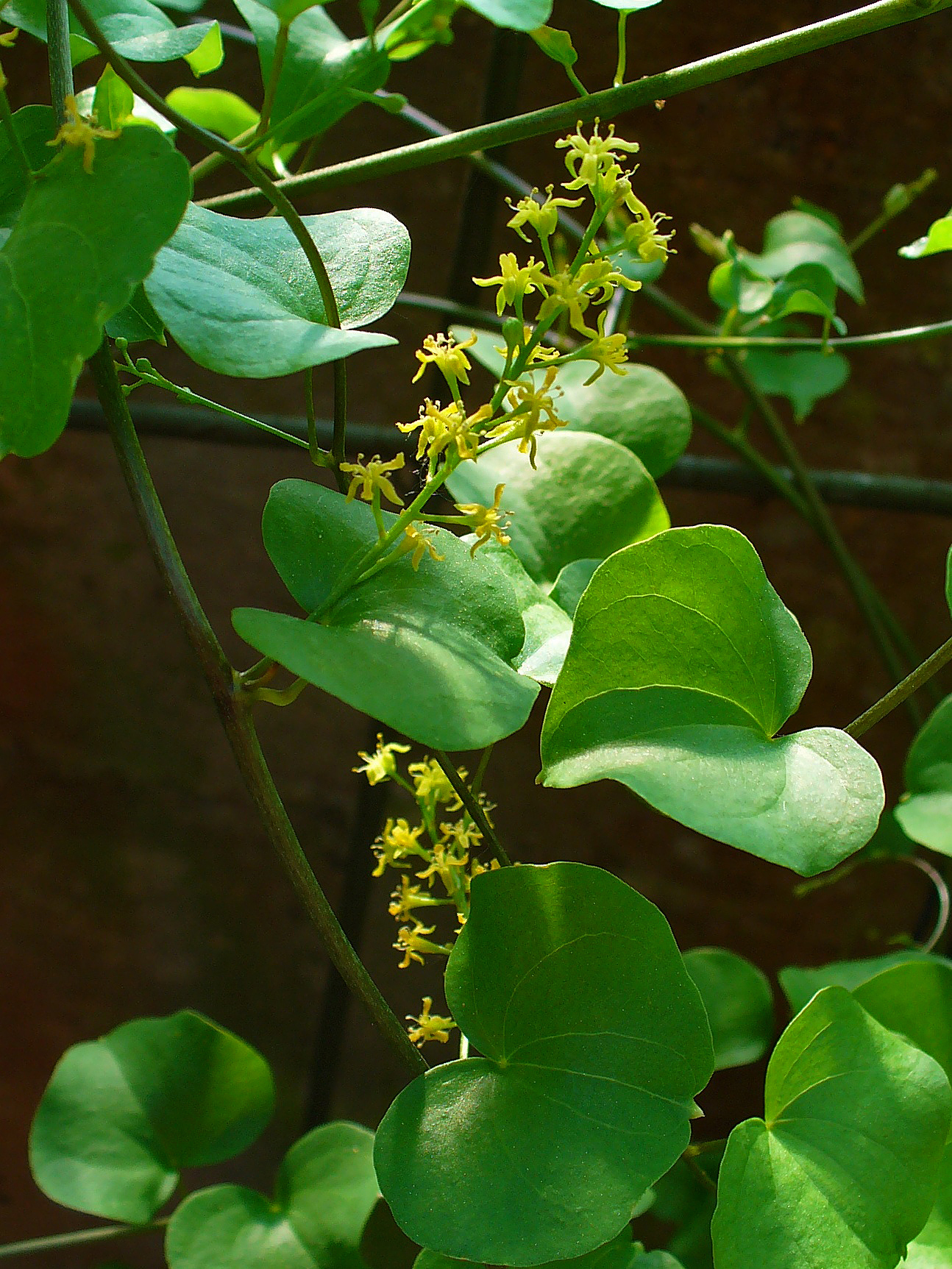
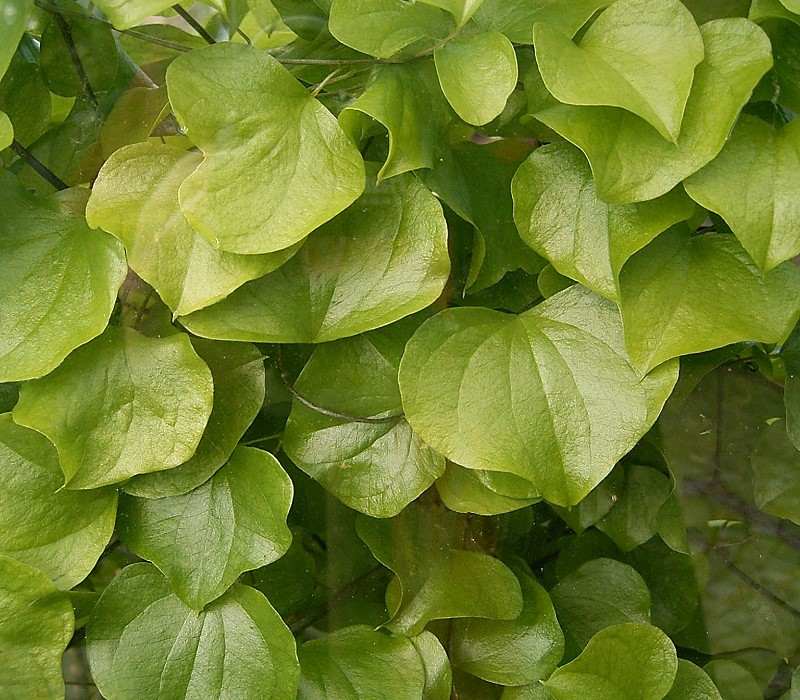
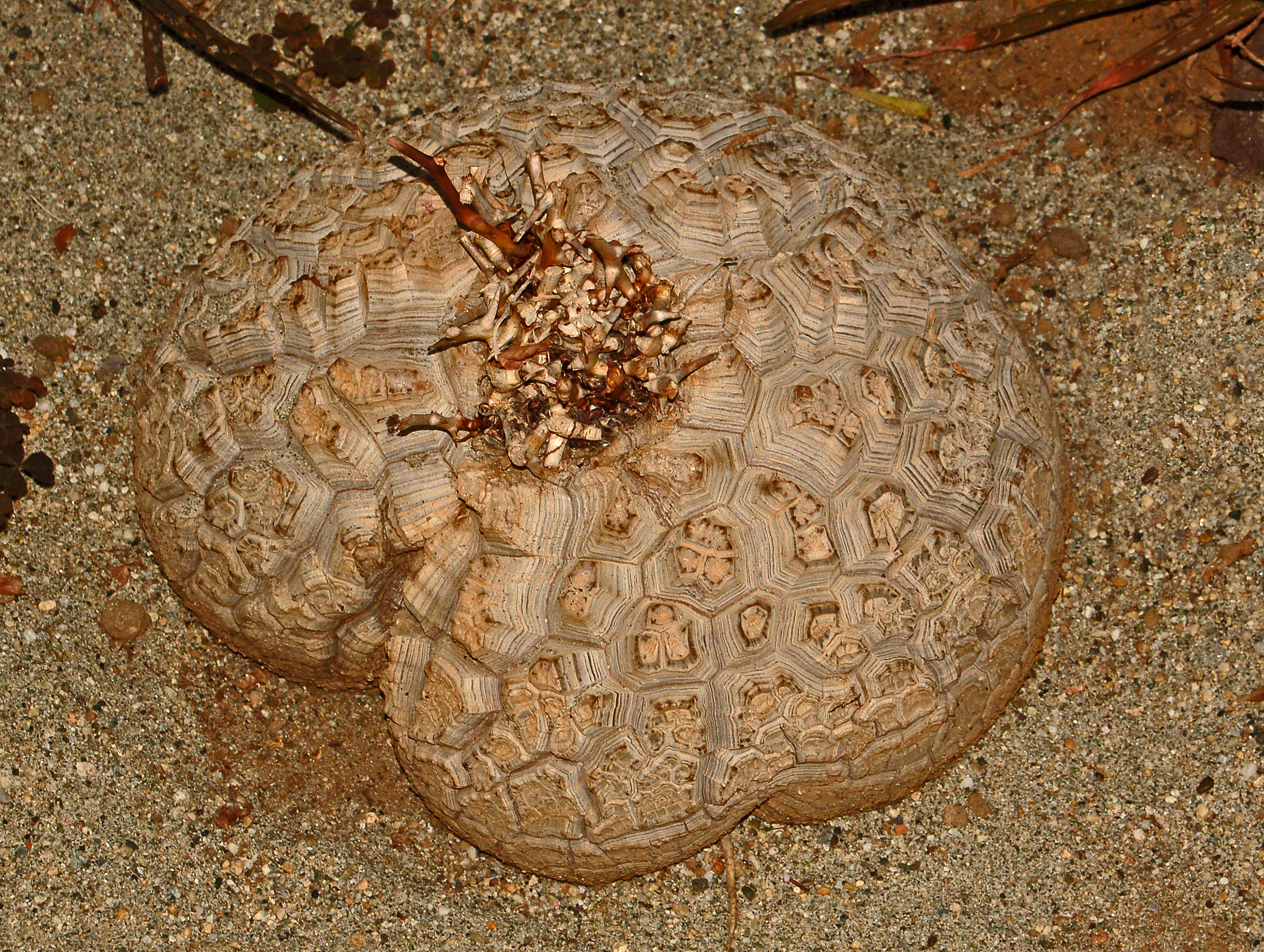
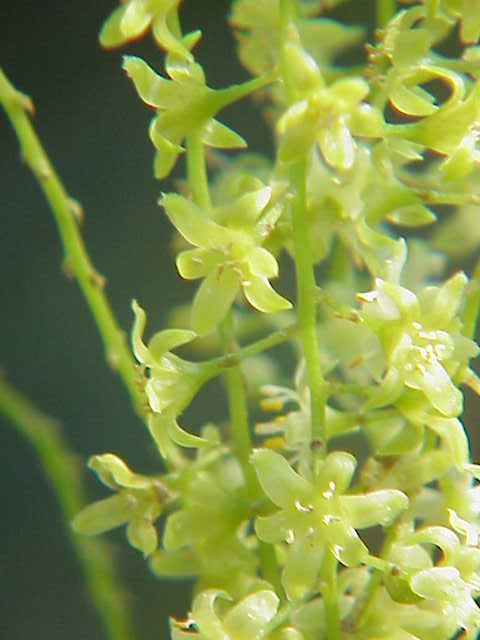